# Măceșu de Jos
Macesu de Jos là một xã thuộc hạt Dolj, România. Dân số thời điểm năm 2002 là 1669 người.